# Mystic Rain
Mystic Rain è un album della cantante italiana Tiziana Rivale pubblicata dall'etichetta musicale Interbeat.

## Tracce
1. Mystic matters (Rivale, M. Burattini, L. Piergiovanni)
2. Ash (A. Cofrancesco, L. Piergiovanni)
3. The rain is gone (L. Gane, E. Lovric, L. Piergiovanni)
4. Africa (Rivale, L. Piergiovanni)
5. Daily dream (Rivale, A. Cofrancesco, L. Piergiovanni)
6. Confusion (Rivale, M. Burattini, L. Piergiovanni)
7. Flame (C. Cannon, L. Piergiovanni)
8. Lirikesoetnika (Rivale, L. Piergiovanni)
9. Love is a hurricane (L. Piergiovanni)
10. Nothing is nothing (Rivale, L. Piergiovanni)
11. Telephone (Rivale, L. Piergiovanni)
12. Salma ya salama (Delane, Jahine, Barnel)